# Nés parmi les animaux sauvages
 (février 2016).
Nés parmi les animaux sauvages est une série documentaire créée par Étienne Verhaegen.

## Synopsis
Cette série raconte les histoires vraies d'enfants ou adolescents nés parmi les animaux sauvages et grandissant 
avec eux dans leurs milieux naturels. Ces enfants témoignent leur affection et leur amitié avec les animaux,.

## Les épisodes
| Épisode | Titre                                     | Réalisateur                   | Participant                       | Première diffusion | Chaîne   |
| ------- | ----------------------------------------- | ----------------------------- | --------------------------------- | ------------------ | -------- |
| 1       | Né parmi les requins et les raies mantas  | Étienne Verhaegen             | Éric                              | 31 octobre 1997    | Canal+   |
| 2       | Né parmi les orangs-outans                | Étienne Verhaegen             | Denis Wiyono                      | 14 janvier 2001    | Canal+   |
| 3       | Mon frère le guépard                      | Étienne Verhaegen             | Tanya Bruce Wood                  | 9 septembre 2001   | France 3 |
| 4       | L'arche de Noé en folie                   | Étienne Verhaegen             | Marlice van Vuuren                | 16 septembre 2001  | France 3 |
| 5       | Cours avec les lions                      | Étienne Verhaegen             | Marlice van Vuuren                | 23 septembre 2001  | France 3 |
| 6       | 400 coups à Tsukudu                       | Étienne et Patricia Verhaegen | Jessica, David et Patrick Sussens | 17 février 2002    | France 3 |
| 7       | Pumas en famille                          | Étienne Verhaegen             |                                   | 3 mars 2002        | France 3 |
| 8       | L'orphelin et les éléphants               | Étienne et Patricia Verhaegen |                                   | 17 mars 2002       | France 3 |
| 9       | La croisière des dauphins et des baleines | Étienne Verhaegen             | Nathalie et Maïlé                 | 1er mai 2002       | France 5 |
| 10      | Deux jeunes filles dans la brousse        | Étienne Verhaegen             | Marlice van Vuuren                | 23 octobre 2002    | France 5 |
| 11      | Éléphants nageurs, éléphants forçats      | Étienne Verhaegen             |                                   | 26 décembre 2002   | France 5 |
| 12      | Les petits bouddhas et les tigres         | Étienne Verhaegen             |                                   | 31 décembre 2002   | France 5 |
| 13      | Des cris dans la jungle                   | Étienne Verhaegen             |                                   | 1er mars 2003      | France 5 |
| 14      | Mes trois fauves                          | Étienne Verhaegen             | Jessica Sussens                   | 17 octobre 2004    | France 3 |

## Fiche technique
- Auteur : Étienne Verhaegen
- Réalisateurs : Étienne Verhaegen et Patricia Verhaegen
- Musique : Fabrice J. Du Busquiel, Etienne Verhaegen
- Narrateur : Christian Crahay
- Durée : 14 x 52 minutes
- Sociétés de production : Cinéma Direct, MC4
- Première diffusion : 31 octobre 1997 sur Canal+